# Banyuls-sur-Mer

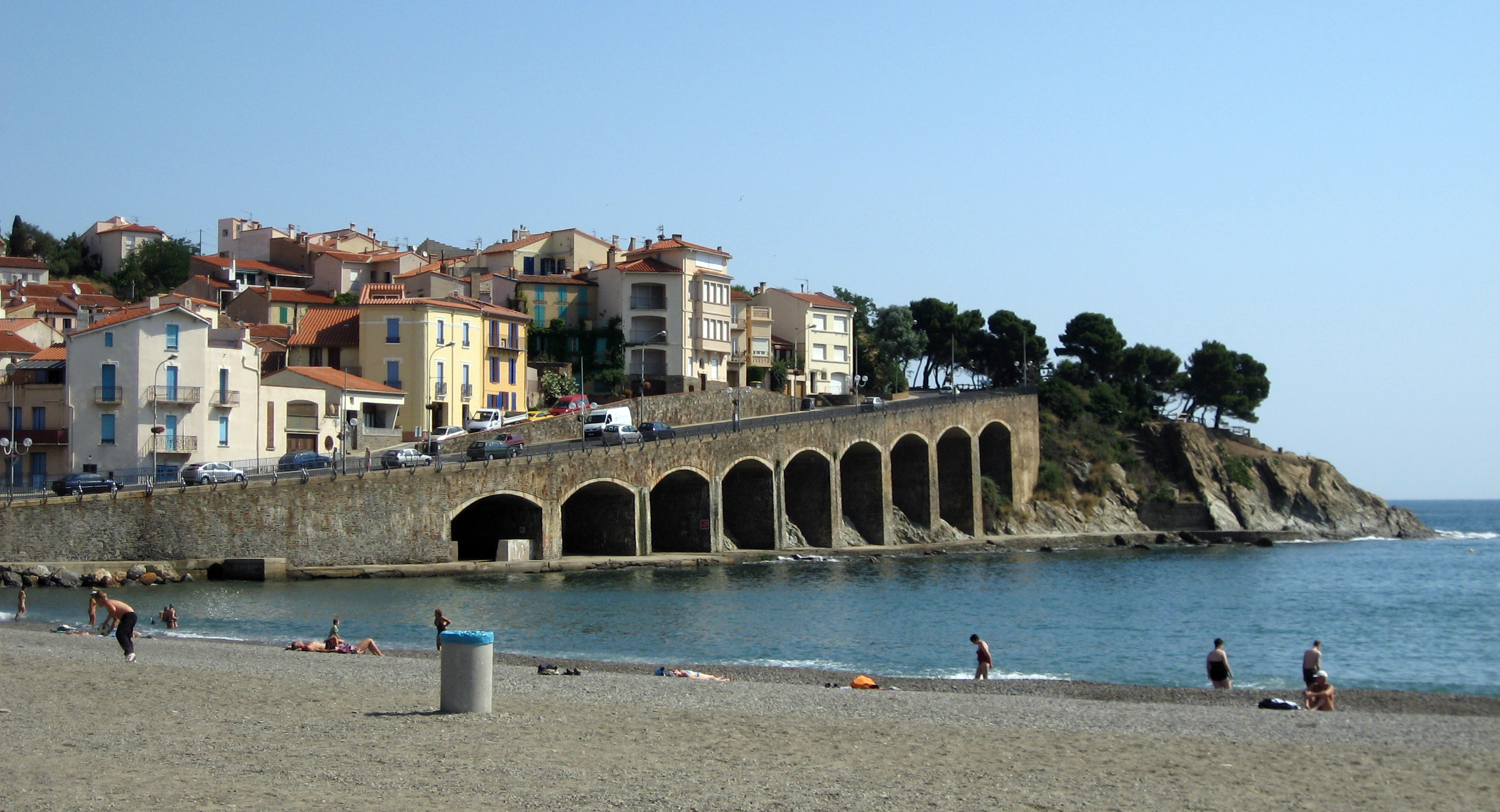
Plaża w Banyuls-sur-Mer, 2007

Banyuls-sur-Mer – miejscowość i gmina we Francji, w regionie Oksytania, w departamencie Pireneje Wschodnie.
Według danych na rok 1990 gminę zamieszkiwały 4662 osoby, a gęstość zaludnienia wynosiła 110 osób/km² (wśród 1545 gmin Langwedocji-Roussillon Banyuls-sur-Mer plasuje się na 69. miejscu pod względem liczby ludności, natomiast pod względem powierzchni na miejscu 89.).

## Zabytki
Zabytki w Banyuls-sur-Mer posiadające status monument historique:
- kościół św. Jana de la Rectoria (Église Saint-Jean de la Rectoria)

## Populacja

Populacja Banyuls-sur-Mer w latach 1962–2008

## Współpraca
- Settle, Wielka Brytania
- Kralupy nad Vltavou, Czechy